# Abronia matudai
Abronia matudai är en ödleart som beskrevs av  Hartweg och TIHEN 1946. Abronia matudai ingår i släktet Abronia och familjen kopparödlor. IUCN kategoriserar arten globalt som starkt hotad. Inga underarter finns listade i Catalogue of Life.

## Bildgalleri

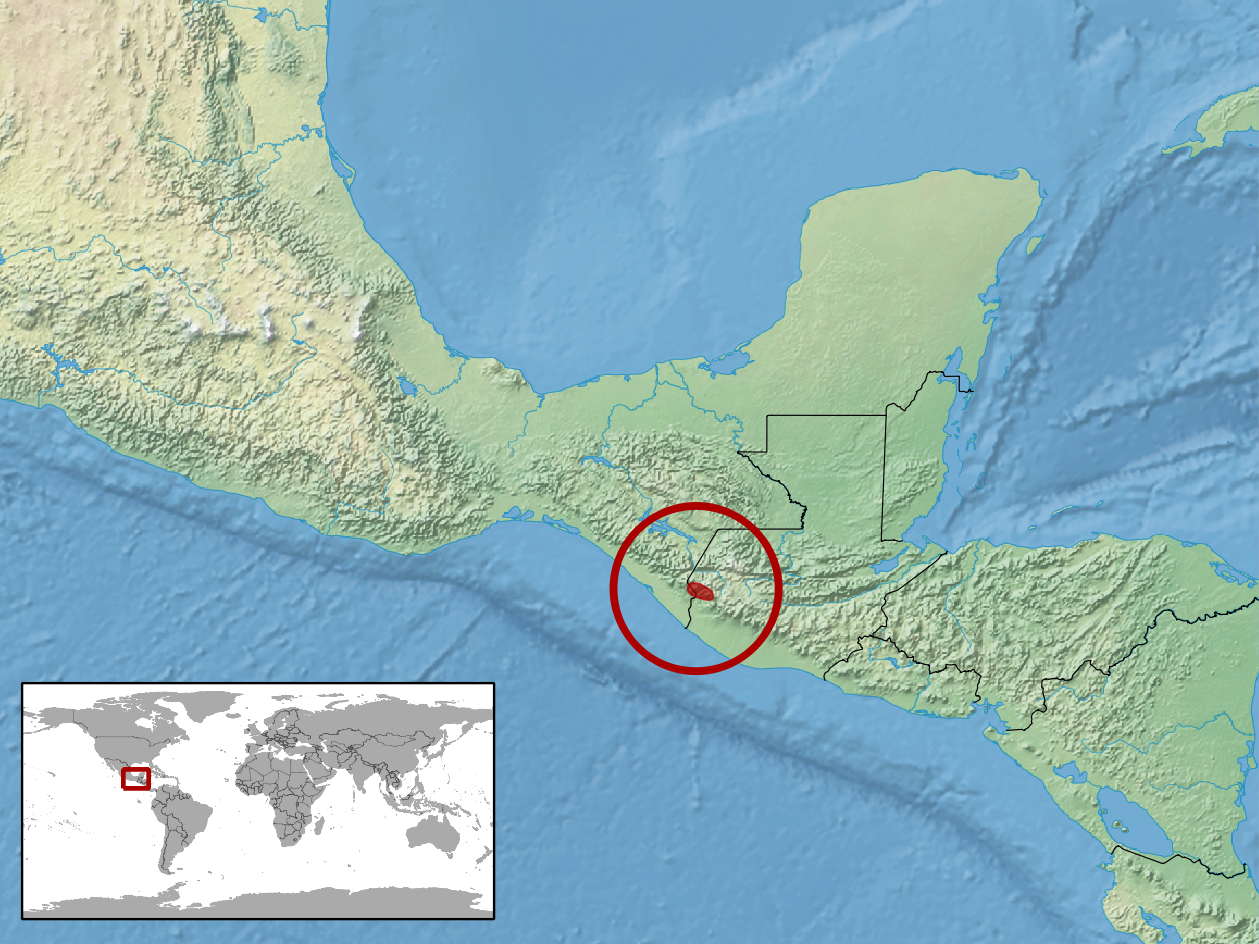